# Nepalgunj
Nepalgunj é uma cidade do Nepal, no distrito de Banke. Está localizada nas planícies de Terai perto da fronteira sul com o distrito Bahraich de Utar Pradexe, Índia. Nepalgunj está a 153 quilômetros sudoeste de Ghorahi e 16 quilômetros sul de Kohalpur.